# عبد العزيز المعتصم بالله سلطان فيرق
عبد العزيز المعتصم بالله شاه بن راجا مودا موسى (١٤ نوفمبر ١٨٨٧ – ٢٦ مارس ١٩٤٨) كان سلطان فيرق الحادي والثلاثين، وهي دولة في اتحاد مالايا الحديث.

## حياته السابقة
ولد رجا عبد العزيز في 14 نوفمبر 1887 في كامبونج بندر، تيلوك أنتان، بيرق. هو ابن رجا مودا موسى بن المرحوم السلطان جعفر صفي الدين معظم شاه ولي الله.

## سلطان فيرق
في 1 أغسطس 1918، تم تعيينه رجا بندهارا وبعد أربعة أشهر في 18 ديسمبر 1918، تم تعيينه راجا مودا (وليًا للعهد) بعد وفاة السلطان عبد الجليل وأقام في تلوك أنتان، المكان الذي ولد فيه. أصبح رجا مودا بيرق عام 1919 في عهد صهره السلطان إسكندر شاه ابن السلطان إدريس مرشد العزم شاه. أصبح سلطان بيرق الحادي والثلاثين في عام 1938 خلفًا للسلطان إسكندر شاه.

## وفاته
في عام 1948، بدأ يظهر في حالة صحية سيئة ونصحه أطبائه بالذهاب إلى لوموت لتغيير الهواء. ومع ذلك، توفي فجأة في استراحة لوموت في 26 مارس 1948. تم دفنه في ضريح الغفران الملكي في بوكيت تشاندان ومنح اللقب بعد وفاته المرحوم نعمة الله. كان عمره عند وفاته 60 عاما. وخلفه ابن عمه السلطان يوسف عز الدين شاه بن السلطان عبد الجليل كرامة الله ناصر الدين.

## الجوائز

### مرتبة الشرف البريطانية
- رفيق الوسام الأكثر تميزًا للقديس ميخائيل والقديس جورج (3 يونيو 1924).
- نايت جراند كوردون من وسام تاج تايلاند (20 أكتوبر 1924).
- ميدالية اليوبيل الفضي للملك جورج الخامس (6 مايو 1935).
- قائد فارس لأفضل وسام الإمبراطورية البريطانية (3 مايو 1937).
- وسام تتويج الملك جورج السادس (12 مايو 1937)
- فارس قائد وسام القديس ميخائيل والقديس جورج الأكثر تميزًا (1 يناير 1939).

## روابط خارجية
- (بالملايوية) List of Perak Sultans نسخة محفوظة 7 سبتمبر 2019 على موقع واي باك مشين.

| سبقه إسكندر شاه | سلطان فيرق 1938 – 1948 | تبعه يوسف عز الدين شاه |